# Verônica Giuliani
Santa Verônica Giuliani, OSC Cap. (também "Veronica de Julianis"; 27 de dezembro de 1660 – 10 de julho de 1727), foi uma freira e mística italiana Clarissa Capuchinha. Ela foi canonizada pelo Papa Gregório XVI em 1839.

## Vida

### Início da vida
Ela nasceu Orsola [Ursula] Giuliani em Mercatello no Ducado de Urbino em 27 de dezembro de 1660. Seus pais eram Francesco e Benedetta Mancini Giuliani. Ela era a mais jovem das sete irmãs, três das quais abraçaram a vida monástica.
Conta-se que, aos três anos de idade, Ursula supostamente começou a mostrar grande compaixão pelos pobres. Ela separava uma parte de sua comida para eles, e até separava suas roupas quando encontrava uma criança pobre vestida com pouca roupa. Sua mãe morreu quando Ursula tinha sete anos de idade.
Quando os outros não aderiram prontamente às suas práticas religiosas, ela estava inclinada a ser ditatorial. Na idade de 16 anos, ela experimentou uma visão que corrigiu essa imperfeição de caráter: ela via seu próprio coração como um "coração de aço". Em seus escritos, ela confessa que teve um certo prazer nas circunstâncias mais imponentes que sua família adotou quando seu pai foi nomeado superintendente de finanças em Piacenza. Quando Verônica chegou à maioridade, seu pai acreditava que ela deveria se casar e, por isso, desejava que ela participasse das atividades sociais dos jovens. Mas ela implorou tão fervorosamente ao pai que, depois de muita resistência, ele finalmente permitiu que ela escolhesse seu próprio estado de vida.

### Vida no mosteiro
Em 1677, aos 17 anos, Ursula foi recebida no mosteiro das Clarissas Capuchinhas, em Città di Castello, na Úmbria, Itália, levando o nome de Verônica em memória da Paixão. No final da cerimônia de sua recepção, o bispo disse à abadessa : "Recomendo esta nova filha ao seu cuidado especial, pois ela um dia será uma grande santa".
Verônica tornou-se absolutamente submissa à vontade de seus diretores espirituais, embora seu noviciado fosse marcado por extraordinárias provações interiores e tentações para retornar ao mundo. Em seus primeiros anos no mosteiro, ela trabalhou na cozinha, enfermaria e sacristia e também serviu como porteira. Com a idade de 34 anos, ela foi feita amante principiante.
Durante cinquenta anos, Ursula Giuliani viveu como Irmã Veronica no convento dos capuchinhos. Com firme determinação moderada pela humildade, ela levou suas irmãs como amante novata por trinta e quatro anos e como abadessa de onze. Santa Verônica governou o convento com óbvio senso comum e guiou os noviços com prudência. Ela não permitiria que lessem livros místicos, exigindo que eles estudassem livros sobre princípios cristãos. Em 1716, ela foi eleita abadessa. Como uma mulher prática, ela melhorou o conforto de suas irmãs ao ampliar as salas do convento e ter água encanada por dentro.

### Experiências espirituais
Verônica tinha uma devoção ao longo da vida a Cristo crucificado que eventualmente se manifestou em sinais físicos. As marcas da coroa de espinhos apareceram em sua testa em 1694 e as cinco feridas em seu corpo em 1697. Veronica foi humilhada pelos próprios estigmas e pelos testes rigorosos de sua experiência pelo bispo. Ele removeu o santo da vida comum da comunidade e colocou-a sob constante observação. Quando ele determinou que os fenômenos eram autênticos, ele permitiu que ela retornasse à vida normal do convento e continuasse seu serviço para suas irmãs.

Ela morreu em 9 de julho de 1727, em Città di Castello.